# Герасим Йорданський
Святий Герасим Йорданський (грец. Γεράσιμος ὁ ἐν ᾿Ιορδάνῃ, англ. Saint Gerasimos of the Jordan, Авва Герасим, Лікія, Мала Азія — 475, Палестина) — християнський святий, монах, великий аскет V століття Пам'ять — 4 березня.

## Життя
Святий Герасим народився в провінції Лікія (нині територія Туреччини)  в багатій родині. У юному віці обрав подвижницьке життя та провів деякий час в Тивайській пустелі у Єгипті. За іншою версією, був багатим купцем, котрий став вести чернече життя після того як врятувався від важкої хвороби. Повернувшись на короткий час на свою батьківщину Лікію, він коло 450 року перейшов до Святої Землі та поселився у Йорданській пустелі. Заснований ним монастир став популярним місцем, куди стікались чоловіки, котрі прагнули християнської досконалості. 
В час коли у Палестині набуло поширення вчення монофізитів Герасим на певний час теж став його послідовником, однак незабаром під впливом Євтимія Великого розкаявся та повернувся до традиційних засад віри. В життії Євтимія так описується цей епізод:
 Був тоді в Йорданській пустелі один пустельник, який недавно прийшов із Лікії, на ім'я Герасим. Він пройшов усі устави чернечого житія і відважно боровся з нечистим духом; але, перемагаючи і проганяючи невидимих бісів, він був спокушений видимими — єретиками, і впав у єресь Євтихія. В цей час слава побожного життя Євфимія поширилася всюди. До нього в пустелю, звану Рува, і пішов преподобний Герасим, надовго поселившись там. Наситившись солодкістю повчань і напоумлень святого, він відкинув лжевчення єретиків, навернувся до правої віри і гірко каявся у своїй омані
Герасим часто накладав на себе важку покуту. У Великий піст він нічого не їв, тільки приймав св. Причастя. Святий Євтимій так високо цінував Герасима, що посилав до нього на вправи тих монахів, які бажали досягнути великої досконалості. Всього у нього було не менше 70 пустельників, для яких Герасим запровадив такий устав. П'ять днів на тиждень кожен проводив в  усамітненій келії у мовчанні,працюючи та споживаючи небагато сухого хліба, воду і коріння. На суботу і неділю всі приходили в монастир, збиралися в церкву на літургію і Євхаристію. Потім під час трапези споживали варену їжу, трохи вина і показували роботу виконану протягом п'яти днів. У неділю опівдні кожен знову усамітнювався в пустелі. Герасим ввів звичай не зачиняти двері келій, щоб будь-хто міг увійти і взяти, що хотів з речей монахів. Помер Герасим близько 475 року.

## Св. Герасим та лев
Широкого поширення набула історія розказана пустельником та письменником VII ст.Іваном Мосхом. В ній розповідється як на березі Йордану до Герасима з ревом підійшов лев, підніс догори напухлу лапу, в яку глибоко залізла тернина. Герасим витягнув тернину, обмив і перев'язав лапу. З того часу лев залишився жити біля нього у монастирі. Одного разу він йшов по Йорданській пустелі і зустрів лева, який показав йому свою опухлу і наповнену гноєм лапу від колючки, що встромилася в неї. Лев покірливо дивився на старця і, не вміючи висловити своє прохання словами, благав про зцілення своїм жалісним виглядом. Старець, побачивши лева в такій біді, сів, узяв лапу звіра і витягнув з неї колючку. Коли гній витік, він добре очистив рану і обв'язав хусткою. Зцілений лев з тих пір не покидав старця і ходив за ним, як учень, дивуючи святого Герасима розумом і лагідністю. 

монастир Св. Герасима у 1990-ті роки

 Старець годував його, даючи йому хліб або іншу їжу.
Ця історія дала поштовх до іконографії святого, якого як правило зображають з левом, що однак має завжди менший розмір за самого Герасима.

## Монастир Св. Герасима
Коло міста Єрихона досі існує грецький монастир, який розташований коло заснованої Святим Герасимом лаври та по особливому вшановує його пам'ять. Історія монастиря пов'язана також із ще однією християнською розповіддю. Згідно з нею Марія, Йосип і немовля Ісус, знайшли тут притулок у печері, під час їхньої втечі від царя Ірода. Підземна каплиця монастиря була побудована на тому місці, де, як вважають, Святе сімейство провело ніч.

## Цікаві факти

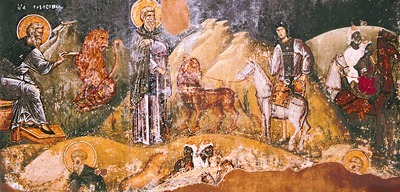
Фреска церкви Святого Миколая Орфаноса

- Найбільш давній з відомих художніх життєвих циклів святого зображений у фресковому розписі Храму Святого Миколая Орфаноса в Салоніках, Греція[9].
- В західній церкві майже така ж історія з приручення лева пов'язується із Святим Ієронімом - перекладачем Біблії на латинську мову. На відомих творах Леонардо да Вінчі, Дюрера та Босха святий з левом це Ієронім а не Герасим.